# Список книг серії 1632
Нижче наведено список публікацій із серії художньої літератури про альтернативну історію серії «1632». Щодо серії «Ґрантвілльський вісник» (серія), див. відповідну статтю.

## Романи, опублікованіBaen Books
| Назва                                       | Дата публікації    | Автори/авторки                        | ISBN              | Примітки |
| ------------------------------------------- | ------------------ | ------------------------------------- | ----------------- | --- |
| «1632»                                      | Лютий 2000 року    | Ерік Флінт                            | 0-671-57849-9     | Перша робота із серії «1632 ». Ґрантвіль, Західна Вірджинія, 2000 рік, перенесений у 1630-ті роки в південну Тюрінгію, Німеччина. Згодом мешканці Ґрантвіля приймають війська Священної Римської імперії у Тридцятилітній війні, щоб зберегти цілісність свого міста. |
| «1633»                                      | Серпень 2002 року  | Девід Вебер та Ерік Флінт             | 0-7434-3542-7     | Пряме продовження «1632». Ґрантвіль стає на бік Густава Адольфа і намагається відтворити Німеччину за образом і подобою Сполучених Штатів. |
| «1634: Справа Галілея»                      | Квітень 2004 року  | Ерік Флінт та Ендрю Денніс            | 0-7434-8815-6     | Перша книга південноєвропейського циклу. Дипломатична і торговельна місія до Італії йде шкереберть, коли молоді люди, прикріплені до місії, вирішують врятувати Галілея від інквізиції, і опиняються втягнутими у змову з метою вбивства Папи Римського. Змову виношує французький оперативник, який став повстанцем і хоче зруйнувати Францію, щоб дати можливість піднятися гугенотам.                                |
| «1635: Гарматний закон»                     | Жовтень 2006 року  | Ерік Флінт та Ендрю Денніс            | 1-4165-0938-0     | Пряме продовження «Справи Галілея». Кардинал Борха, розлючений поведінкою Папи Урбана, вирішує вбити Папу та його політичних союзників і проголосити себе новим Папою. Хоча Борсі вдається захопити Ватикан і зібрати кворум з кардиналів, що залякалися, старий Папа втікає. |
| «1634: Балтійська війна»                    | Иравень 2007 року  | Ерік Флінт і Девід Вебер              | 1-4165-2102-X     | Пряме продовження «1633». Західна Європа маневрує, щоб стримати Густава Адольфа, що призводить до морської битви на Балтиці, завоювання Данії Швецією та перемоги флоту Ґранвіля на залізних кораблях. |
| «1634: Баварська криза»                     | Жовтень 2007 року  | Ерік Флінт та Вірджинія ДеМарс        | 978-1-4165-4253-7 | Пряме продовження «Балтійської війни». Принц-кардинал інфант Іспанії виконує обов'язки віце-короля Іспанських Нідерландів, а потім вирішує відокремитися від Іспанії і проголосити себе королем. За допомогою грантвіллерів він знаходить собі наречену в особі бунтівної доньки імператора Священної Римської імперії, герцогині Анни Марії.                                                                           |
| «1635: Інцидент у Дрісоні»                  | Грудень 2008 року  | Ерік Флінт та Вірджинія ДеМарс        | 1-4165-5589-7     | Продовження «Справи Галілея» та «Баварської кризи». Французький гугенот планує звинуватити Рішельє в нападі на Ґрантвіль. Основна увага зосереджена на житті державних службовців середньої ланки та приватних осіб Ґрантвіля після закінчення попередніх романів, що призвело до значних політичних змін у всій країні.                                                                                                |
| «1635: Східний фронт»                       | Жовтень 2010 року  | Ерік Флінт                            | 1-4391-3389-1     | Продовження «Балтійської війни». Швеція та СШЄ вторгаються в Польщу, Густав Адольф отримує важке поранення, і вторгнення зупиняється. П'ятий і шостий епізоди проєкту «Анаконда», перерваного в 12-21 томах «Ґрантвілльського вісника», були включені в четвертий і п'ятий розділи книги «1635: Східний фронт». |
| «1636: Саксонське повстання»                | Квітень 2011 року  | Ерік Флінт                            | 978-1439134252    | Пряме продовження «Східного фронту». Оксенстієрна узурпує владу парламенту СШЄ, стає на бік шляхти та втягує країну в громадянську війну, в якій зрештою перемагають прихильники FoJP і CoC на чолі з Майком Стернсом. |
| «1636: Кремлівські ігри»                    | Липень 2012 року   | Ерік Флінт, Горг Гафф та Пола Ґудлетт | 978-1451637762    | Новелізація оповідань «Метелики в Кремлі», які спочатку були опубліковані в «Ґрантвілльському віснику». Берні Зеппі влаштовується на роботу технічним радником московитів, які намагаються прискореними темпами розпочати промислову революцію. |
| «1635: Папські ставки»                      | Жовтень 2012 року  | Ерік Флінт і Чарльз Е. Геннон         | 978-1451638394    | Пряме продовження «Гарматного закону». Убивці, підіслані Борхою, переслідують Папу Римського по італійській сільській місцевості в той час як USE організовує рейди спецназу, щоб врятувати Френка Стоуна і його дружину з іспанського полону. |
| «1636: Опера диявола»                       | Жовтень 2013 року  | Ерік Флінт та Девід Карріко           | 978-1451639285    | Напівдетективний роман, дія якого відбувається в Магдебурзі з грудня 1635 по березень 1636 року. |
| «1636: Командор Кантрелл у Вест-Індії»      | Червень 2014 року  | Ерік Флінт і Чарльз Е. Геннон         | 978-1476736785    | Початок військово-морської тематики. Едді Кантрелл та Енн Кетрін одружуються, і адмірал Сімпсон відправляє їх до Карибського моря, щоб забезпечити доступ до нафтового родовища Дженнінгса. Починається морська битва з іспанцями та поселенцями, яка закінчується протистоянням. |
| «1636: Віденський вальс»                    | Листопад 2014 року | Ерік Флінт, Пола Ґудлетт і Горг Гафф  | 978-1476736877    | Продовження історій Консорціуму Барбі, продовження безпосередньо з деякими персонажами Саксонського повстання. Консорціум Барбі вирушає до Відня, щоб налагодити економіку Австро-Угорщини та захистити її майбутнє. Тим часом османи, окрилені перемогою, звертають свої погляди на Європу та свого старого ворога. |
| «1636: Кардинальські чесноти»               | Червень 2015 року  | Ерік Флінт та Волтер Х. Гант          | 978-1476780610    | Продовження «Балтійської війни» та «Командора Кантрелла у Вест-Індії». Позиції кардинала Рішельє у Франції загрожує Гастон, молодший брат короля Людовика XIII, в той час як той самий монарх і його дружина розробляють план захисту трону від амбітного брата і ворогів. Ця книга стала фіналістом премії «Дракон» 2016 року в номінації «Найкращий роман з альтернативної історії».                                  |
| «1635: Посилка розбійників»                 | Січень 2016 року   | Ерік Флінт та Ендрю Денніс            | 978-1476781099    | Продовження «Балтійської війни», герої якого залишилися в Британії. Кромвель та американці тікають на північ до Шотландії, рятуючись від короля Англії Карла та його нового прем'єр-міністра графа Корка. Ця книга стала фіналістом премії «Дракон» 2016 року в номінації «Найкращий роман з альтернативної історії».                                                                                                   |
| «1636: Напад Османської імперії»            | Січень 2017 року   | Ерік Флінт                            | 978-1476781846    | Пряме продовження фільмів «1636: Саксонське повстання» та «1636: Віденський вальс». Війна Речі Посполитої з СШЄ вступає в нову фазу, а вторгнення в Баварію наближається до завершення. Тим часом Османська імперія все ближче наближається до своєї довгоочікуваної мети - захоплення Відня. Ця книга стала фіналістом премії «Дракон» 2017 року в номінації «Найкращий роман з альтернативної історії».               |
| «1636: Місія до Великих Моголів»            | Квітень 2017 року  | Ерік Флінт та Гріффін Барбер          | 978-1476782140    | Делегація з США відправляється до імперії Великих Моголів, щоб укласти торгові угоди та встановити новий торговельний шлях. Тим часом різні елементи королівського двору виношують план узурпації влади Шах-Джахана. |
| «1636: Санкція Ватикану»                    | Грудень 2017 року  | Ерік Флінт і Чарльз Е. Геннон         | 978-1481482776    | Продовження «Папських ставок». Урбан VIII скликає консисторію як міні-Ватикан II, а потім його вбивають. Новим Папою Римським обирають кардинала Бедмара, але Борха все ще займає Ватикан. Це призводить до глибокого розколу в католицизмі; Іспанія, Польща, Баварія підтримують Борху в Римі, глибокий розкол всередині Австрії.                                                                                      |
| «1637: Волзькі правила»                     | Лютий 2018 року    | Ерік Флінт, Пола Ґудлетт і Горг Гафф  | 978-1481483032    | Продовження «Кремлівських ігор». Цар Михайло Романов та його прихильники витримують облогу Уфи, своєї нової столиці. Цар відправляє посланців за Урал і скликає Конституційний конвент для нової Московської імперії. |
| «1637: Польський вир»                       | Квітень 2019 року  | Ерік Флінт                            | 978-1481483896    | Продовження 1636 року: «Османська навала». Османи продовжують вторгнення в Австрію. У той же час Саксонія захопила Нижню Сілезію, регіон, який вже майже століття перебував у суперечці з Польщею. Польські революціонери захопили контроль над Галичиною, а Богемія також була втягнута в цей регіональний конфлікт. Включає (частини з) проекту «Анаконда», перервану серію в «Ґрантвілльського вісника», томи 12-21. |
| «1636: Китайська авантюра»                  | Вересень 2019 року | Ерік Флінт та Айвер Купер             | 978-1481484237    | Чи можуть аптаймери з їхніми знаннями про майбутнє запобігти руйнуванню імперії Мін маньчжурами, що призвело до масштабних масових вбивств (таких як різанина в Янчжоу 1645 року) в нашій часовій лінії? |
| «1636: Атлантична зустріч»                  | Серпень 2020 року  | Ерік Флінт та Волтер Х. Гант          | 978-1982124755    | Роман, дія якого відбувається у французькій Північній Америці. |
| «1637: Немає миру за межею»                 | Листопад 2020 року | Ерік Флінт і Чарльз Е. Геннон         | 978-1982124960    | Іспанці не сидять склавши руки після того, як Сполучені Штати Європи відправили кораблі в Карибський басейн. Продовження «1636: Командор Кантрелл у Вест-Індії». Переможець премії «Дракон» 2021 року в номінації «Найкращий роман з альтернативної історії». |
| «1636: Війна під Калабаром»                 | Квітень 2021 року  | Чарльз Е. Геннон та Роберт Е. Вотерс  | 978-1982125301    | Евакуація утримуваної Нідерландами Північної Бразилії. |
| «1637: Павиний трон»                        | Травень 2021 року  | Ерік Флінт та Гріффін Барбер          | 978-1982125356    | Продовження «1636 року: Місія до моголів». |
| «1637: Доктор Ґрібблфлотц і душа наркомана» | Вересень 2021 року | Керрін Оффорд та Рік Ботрайт          | 978-1982125608    | Новий роман Оффорда та Ботрайта, який є продовженням збірки оповідань, що вийшла під назвою «1636: Хроніки доктора Ґрібблфлотца». Цей матеріал раніше не публікувався. Ця книга була номінована на премію «Дракон» 2022 року в номінації «Найкращий роман з альтернативної історії». |
| «1637: Трансильванське рішення»             | Листопад 2022 року | Ерік Флінт та Роберт Е. Вотерс        | 978-1982192235    | Після подій, описаних у «1637: Польський вир», правитель Трансільванії просить допомоги у Богемії, щоб скинути своїх османських володарів. Перша книга, яка вийде після смерті Флінта в липні 2022 року. |
| «1638: Суверенні штати»                     | Вересень 2023 року | Ерік Флінт, Пола Ґудлетт і Горг Гафф  | 978-1982192877    | Третій основний роман у московській темі та продовження «1637: Волзькі правила». У Московії триває громадянська війна. Олігархи-традиціоналісти, що тримають Москву, продовжують боротися з царем і його вищими радниками. Це друга книга, яка вийшла після смерті Флінта. Вона була номінована на премію «Дракон» 2024 року як «Найкращий роман з альтернативної історії».                                             |
| «Безпекові рішення»                         | Квітень 2024 року  | Бйорн Гасселер                        | 978-1625799609    | Четверта книга в серії «NESS» від Гасселера. Продовження «Загроз безпеці». |
| «1635: Кодекс ткача»                        | Жовтень 2024 року  | Ерік Флінт та Джоді Лінн Най          | 978-1982193669    | Ткацька промисловість в Англії зазнала впливу після контакту з американцями, ув'язненими в лондонському Тауері. Це вже третя книга, яка вийшла після смерті Флінта. |
| «1637: Французька корекція»                 | Березень 2025 року | Ерік Флінт та Волтер Х. Гант          | 978-1668072462    | Продовження «1636: Кардинальські чесноти». Громадянська війна у Франції. Після несподіваної смерті короля Людовіка XIII, хто є законним правителем Франції, молодший брат Людовіка Гастон чи новонароджений син Людовіка Людовик? Це четверта книга, яка вийшла після смерті Флінта. |
| «1637: Тихоокеанська ініціатива»            | Березень 2025 року | Івер П. Купер                         | 978-1668072486    | Продовження роману «Сонце, що сходить», який був опублікований у 1636 році: «Моря удачі» про японську колонію на західному узбережжі Північної Америки. |

## Антології, виданіBaen Books
| Назва                              | Дата публікації    | Авторство                             | ISBN              | Примітки |
| ---------------------------------- | ------------------ | ------------------------------------- | ----------------- | --- |
| Вогняне кільце (антологія)         | Січень 2004 року   | Ерік Флінт                            | 0-7434-7175-X     | Продовження «1632» і приквел «1633». |
| «1634: Повстання барана»           | Травень 2006 року  | Ерік Флінт та Вірджинія ДеМарс        | 1-4165-2060-0     | Кілька коротких історій, що переплітаються між собою, утворюють оповідь про повалення правлячого ладу простим народом у прагненні до демократії, очолюваному політичною газетою з політичною карикатурою на барана в головній ролі. |
| «Вогняне кільце II»                | Січень 2008 року   | Ерік Флінт                            | 1-4165-7387-9     | Друга антологія оповідань. |
| «1635: Заплутана мережа»           | Грудень 2009 року  | Вірджинія ДеМарс                      | 978-1-4391-3308-8 | Кілька коротких історій, що переплітаються між собою, утворюють оповідь, яка висвітлює розвиток подій після повстання баранів у Франконії. |
| «Вогняне кільце III»               | Липень 2011 року   | Ерік Флінт                            | 978-1439134481    | Третя антологія оповідань. |
| «1635: Музика і вбивство»          | Вересень 2013      | Девід Карріко                         | 978-1625792143    | Збірка оповідань, раніше опублікованих у «Вісниках», а також «Вогняному кільці II і III»; приквел до «1636: Опера диявола». |
| «1636: Море удачі»                 | Січень 2014 року   | Івер Купер                            | 978-1451639391    | Складається з двох новел, «Розтягування» (дія відбувається у Південній Америці) та «Сонце, що сходить» (у центрі уваги - Японія) |
| «1636: Консорціум Барбі»           | Листопад 2014 року | Горг Гафф та Пола Ґудлетт             | 978-1625793584    | Історія Консорціуму Барбі, від його зародження у конкуренції з Швейним гуртком, до кульмінації «Віденського вальсу». Значна частина книги - це матеріали, вперше опубліковані в «Ґрантвілльському віснику». |
| «Вогняне кільце IV»                | Травень 2016 року  | Ерік Флінт                            | 978-1476781242    | До збірки увійшло оповідання лауреата премій «Г'юго» та «Неб'юла» Девіда Бріна. |
| 1636: Хроніки доктора Ґрібблефлоца | Серпень 2016 року  | Керрін Оффорд та Рік Ботрайт          | 978-1476781600    | Книга розповідає про персонажа, який вперше був розроблений Оффордом і Ботрайтом, і включає деякі матеріали, які раніше були опубліковані в електронній версії «Ґрантвілльського вісника», а також додаткові нові матеріали. За цією книгою слідує «1637: Доктор Грібблефлотц і душа наркомана». |
| «1635: Війна за Рейн»              | Грудень 2016 року  | Анетт Педерсен                        | 978-1476782225    | Книга розповідає про кількох персонажів, яких Педерсен представив в антології «Вогняне кільце I», а також є продовженням «1635: Заплутана мережа», що розповідає про інтриги в німецьких землях уздовж Рейну. |
| «1636: Політ солов'я»              | Листопад 2019 року | Девід Карріко                         | 978-1982124182    | Включає дві не пов'язані між собою новели: «Політ солов'я» та «Бах у майбутнє». Частина матеріалу є новою, а решта раніше публікувалася у «Віснику». Перша новела - це гостросюжетний трилер, в якому безробітного співака-пісняра переслідують через Північну Італію, поки він намагається втекти до свободи в Ґрантвіллі. Друга новела - це серія, яка включає новий матеріал, доданий до раніше опублікованих шести частин у номерах з 26 по 69, про музиканта-даунтаймера Йоганна Баха і його знайомство з музикою свого онука Йоганна Себастьяна Баха, який так і не народився. |
| «1637: Берег хаосу»                | Грудень 2021 року  | Ерік Флінт, Пола Ґудлетт та Горг Гафф | 978-1982125776    | Короткий роман Флінта, Ґудлетт і Гаффа, а також сім пов'язаних між собою оповідань інших авторів про реакцію голландських і англійських колоністів та корінних американців у Північній Америці на звістку про майбутнє захоплення Францією колишніх англійських колоній у Північній Америці. Часткове продовження «1636 року: Атлантична зустріч». |

## Інші роботи
| Назва                                    | Дата публікації | Редактор/авт        | ISBN | Примітки                      |
| ---------------------------------------- | --------------- | ------------------- | ---- | ----------------------------- |
| Посібник Еріка Флінта 1632 і рольова гра | 2004 рік        | Джонатан М. Томпсон |      | Видається станом на 2021 рік. |

## Книги видавництваRing of Fire Press
| Назва                                                     | Дата публікації | Автори/авторки                                                       | ISBN              | Примітки |
| --------------------------------------------------------- | --------------- | -------------------------------------------------------------------- | ----------------- | --- |
| «Ессен Стіл»                                              | Червень 2013    | Кім Маккі                                                            | 978-1-4905-3062-8 | Спочатку був опублікований як серія у 3 частинах у томах 7-9 «Вісника» під назвою «Ессенські хроніки». |
| «Данська схема»                                           | Червень 2013    | Герберт Сакалаукс та Ерік Флінт                                      | 978-1-4905-0290-8 | Спочатку опублікована як серія з 9 частин у томах 22, 23, 28-31 і 33-35 «Північно-Західного проходу». Значно перероблена і включає новий матеріал Герберта Сакалаукса та нове оповідання Еріка Флінта. |
| «Йозеф Ганауер»                                           | Червень 2013    | Дуглас В. Джонс                                                      | 978-1-4905-3057-4 | Спочатку була опублікована як серія у 3 частинах у томах 8, 13 і 14 «Вісника». |
| «Немає корабля для Транкбару»                             | Червень 2013    | Кевін Г. Еванс та Карен К. Еванс                                     | 978-1-4905-0290-8 | Спочатку опублікована як серія в 4-х частинах у «Віснику», томи 27-30. |
| «Увімкніть радіо»                                         | Червень 2013    | Вуд Г'юз                                                             | 978-1-6257-9453-6 | Спочатку була опублікована як серіал у 6 частинах у томах 19-24 «Вісника». |
| «Птах другого шансу»                                      | Червень 2013    | Гаррет В. Венс                                                       | 978-1-6257-9454-3 | Спочатку опубліковано як серія у 13 частинах у томах 32-41 та 43-45 «Вісника». Незначне переписування із серійної версії. |
| «Медицина та хвороби після Вогняного кільця»              | Червень 2013    | Вінсент Колджі, Кім Маккі, Гас Кірітікос, Бред Баннер та Айвер Купер | 978-1980726029    | Збірка з 8 окремих нехудожніх статей, спочатку опублікованих у томах 10, 26, 29, 34, 35 і 38 «Вісника». |
| «Людина Бартлі»                                           | Серпень 2016    | Пола Ґудлетт і Горг Гафф                                             | 978-1-5370-5233-5 | Спочатку опублікована як серія у 3-х частинах у томах 46-48 «Вісника». Переписано з додаванням нового матеріалу. (Перевидано авторами самостійно у 2022 році. 979-8356564475) |
| «Муза музики»                                             | Січень 2017     | Енріко Торо та Девід Карріко                                         | 978-1-5399-2322-0 | Спочатку опублікована як 7 пов'язаних між собою історій у томах 2, 3, 5, 13, 31, 44, 45 і 46 «Вісника» під різними назвами. Включає 2 нехудожні статті. |
| «Кохання та хімія»                                        | Лютий 2017      | Джек Керролл та Едіт Вайлд                                           | 978-1-5428-0115-7 | Спочатку була опублікована як серія з 6 частин у томах 49-54 «Вісника» під назвою «Бакалавр». Переписано з додаванням нового матеріалу. |
| «1635: Битва за Ньюфаундленд»                             | Січень 2018     | Герберт Сакалаукс                                                    | 978-1-6257-9657-8 | Продовження «Данської схеми». Новий матеріал. Перший роман, опублікований у пресі з неопублікованих матеріалів. |
| «Ессен Дефіант»                                           | Березень 2018   | Кім Маккі та Девід Карріко                                           | 978-1-9804-8249-9 | Продовження «Ессенської сталі» Маккі. Новий матеріал, який ніколи раніше не публікувався. Ця книга також допомагає встановити події, які призвели до появи книги Педерсена «1635: Війни за Рейн», яка була вперше опублікована в 2016 році. |
| «Товариство монстрів»                                     | Квітень 2018    | Ерік С. Браун, Роберт Е. Вотерс та Анна Г. Карпентер                 | 978-1-9808-6473-8 | Спочатку опублікований як серіал у 8 частинах у томах 61-71 «Вісника» плюс одна оригінальна частина з обіцянкою, що сюжетна лінія, представлена в новому оповіданні, буде продовжена в «Віснику». |
| «Листи від Ґронова»                                       | Травень 2018    | Девід Карріко                                                        | 978-1-9829-7896-9 | Спочатку була опублікована як серія у 6 частинах у томах 70-75 «Вісника». Включає новий матеріал, який продовжує історію. |
| «Наполегливість мрій»                                     | Травень 2018    | Мерія Л. Кроуфорд та Роберт Е. Вотерс                                | 978-1-9829-5233-4 | Спочатку оповідання було опубліковане як серія напівпов'язаних між собою оповідань про художника Даніеля Блока в томах 46, 50, 60, 61, 62 і 67 «Вісника». Оповідання «Зимове полотно: Історія Даніеля Блока» отримала нагороду “Найкраще з 2016 року” в номінації “Найкраще в газеті”. Містить незначні зміни. |
| «Полювання на Червоного кардинала»                        | Червень 2018    | Бредлі Г. Сінор та Сьюзен П. Сінор                                   | 978-1948818056    | Включає новий роман, який є продовженням їхніх оповідань про Д'Артаньяна, опублікованих у томах 10 і 41 «Вісника», а також «Вогняне кільце III», який також включено до збірки. |
| «Хризантема, хрест і дракон»                              | Серпень 2018    | Івер П. Купер                                                        | 978-1948818117    | Новий роман, що містить оригінальні неопубліковані матеріали про вторгнення голландців та японців на іспанські Філіппіни - подію, на яку побіжно натякав попередній твір Купера «1636: Моря удачі», а також про мирну передачу іспанської Формози (північний Тайвань) Чжен Чжилуну, приватному купцю та адміралу флоту династії Мін, приблизно на 30 років раніше запланованого терміну. Перевидано у 2024 році видавництвом Baen Books. 978-1-948818-11-7 |
| «Легіони чуми»                                            | Квітень 2019    | Вірджинія ДеМарс                                                     | 978-1948818353    | Включає матеріал, який раніше був опублікований у шести частинах у томах 52-57 «Вісника» під назвою «Непростий мир», з новими матеріалами про розвиток і зростання буферної держави між Францією та ЄЕС під назвою графство Бургундія. Перевидано у 2024 році видавництвом Baen Books. 978-1-62579-976-0 |
| «Легенда про Джиммі Діка»                                 | Червень 2019    | Террі Говард                                                         | 978-1948818438    | Включає матеріал, який раніше публікувався у вигляді оповідань у «Віснику»з 5-го по 35-й томи. |
| «Гордість за час роботи та упередження щодо часу простою» | Серпень 2019    | Марк Г'юстон                                                         | 978-1948818490    | Новий матеріал, в якому йдеться про події 1632 року за мотивами однойменного роману Джейн Остін. Ця книга стала фіналістом премії «Дракон» 2020 року в номінації «Найкращий роман з альтернативної історії». |
| «На Заході повстає червоний син»                          | Вересень 2019   | Джон Дікінс та Герб Сакалаукс                                        | 978-1948818551    | Новий, раніше не опублікований роман про подорож молодого корінного американця до Ґрантвіля і назад на батьківщину на території сучасної Нової Англії. |
| «Проблема з гугенотами»                                   | Листопад 2019   | Вірджинія ДеМарс                                                     | 978-1948818636    | Пригоди герцога Анрі де Роана та його сім'ї, які раніше були опубліковані в кількох випусках «Ґрантвілльський вісник» та «Вогняне кільце IV», а також нові матеріали. Перевидано у 2024 році видавництвом Baen Books. 978-1-62579-977-7 |
| «Магдебурзький нуар»                                      | Січень 2020     | Девід Карріко                                                        | 978-1948818674    | Ще одна поліцейська драма Карріко 1632 року; продовження «1635: Музика і вбивство» та «1636: Диявольська опера». Матеріали, які раніше були опубліковані в «Ґрантвілльському віснику», а також додані деякі нові матеріали. |
| «Голмс для царя»                                          | Лютий 2020      | Пола Ґудлетт і Горг Гафф                                             | 978-1948818711    | Детективна історія в російській підтемі Гудлетта і Хаффа, яка почалася з 1636 року: «Кремлівські ігри» і «1637: Волзькі правила». Новий матеріал. «Дві справи для царя» є продовженням цієї книги. (Перевидано авторами самостійно 2022 року). 979-8358594364) |
| «Пожежа на Ріо-Гранде»                                    | Березень 2020   | Кевін Г. Еванс та Карен К. Еванс                                     | 978-1948818803    | Стаття в Британській енциклопедії з Ґрантвілля пропонує нові ідеї щодо віддалення іспанського північноамериканського форпосту Санта-Фе-де-Нуево-Мексико. Чи відбулося б повстання пуебло 1680 року раніше запланованого терміну з такими ж смертоносними наслідками? Новий матеріал. |
| «Червоний син: Не без честі»                              | Липень 2020     | Джон Дікінс                                                          | 978-1953034007    | Продовження серії «На Заході повстає червоний син». Новий матеріал. |
| «Казки про Русалоньку та Тигра: Двигуни змін»             | Вересень 2020   | Кевін Г. Еванс та Карен К. Еванс                                     | 978-1953034083    | Збірка з 7 оповідань, які раніше були опубліковані у «Віснику» з 55-го по 66-й томи і стосувалися шоколадної кав'ярні в стилі аптімер, якою керує в Копенгагені аптімерка Рева Прідмор, а також новий матеріал, який об'єднує окремі історії в єдину розповідь. |
| «Могло бути гірше: історії пастора Кастенмаєра»           | Жовтень 2020    | Вірджинія ДеМарс                                                     | 978-1953034205    | Нові та старі матеріали. Перевидано у 2024 році видавництвом Baen Books. 978-1-62579-978-4 |
| «Дві справи для царя»                                     | Листопад 2020   | Пола Ґудлетт і Горг Гафф                                             | 978-1953034281    | Продовження книги «Голмс для царя». У Московії сталася ще одна загадкова смерть, яку може розкрити лише царський детектив. (Перевидано авторами самостійно 2022 року 979-8359078610) |
| «Створений, щоб зазнати невдачі»                          | Грудень 2020    | Вірджинія ДеМарс                                                     | 978-1953034403    | Принц Фредерік Данський, другий син короля Крістіана IV, отримує призначення на посаду губернатора нової провінції Вестфалії. Проблеми не припиняються, і він підозрює, що його призначення було заздалегідь сплановане на провал. Перевидано у 2024 році видавництвом Baen Books. 978-1-62579-979-1 |
| «Інквізитор Ґрантвілля»                                   | Січень 2021     | Бредлі Г. Сінор та Трейсі С. Морріс                                  | 978-1953034441    | Збірка оповідань про пригоди двох репортерів, що працюють на грантвілльського Інквізитора. Переважно новий матеріал, заснований на персонажах, вперше представлених в антології «Вогняне кільце II» та різних випусках «Вісника». |
| «Питання безпеки»                                         | Березень 2021   | Бйорн Гасселер                                                       | 978-1953034649    | Колишні найманці, які простоюють, створюють охоронну фірму, засновану на принципах безвідмовної роботи. Включає нові матеріали, а також матеріали, раніше опубліковані в «Віснику». Перевидано у 2024 році видавництвом Baen Books. 978-1-62579-957-9 |
| «Місія для царя»                                          | Червень 2021    | Горг Гафф і Пола Ґудлетт                                             | 978-1953034908    | Продовження «Двох справ для царя». Василь і Мирослава повертаються, щоб розкрити ще одну справу. (Перевидано авторами самостійно 2022 року. 979-8361828845) |
| «Місії безпеки»                                           | Червень 2021    | Бйорн Гасселер                                                       | 978-1953034786    | Продовження «Питання безпеки». Перевидано у 2024 році видавництвом Baen Books. 978-1-62579-958-6 |
| «Врятувати дронта»                                        | Липень 2021     | Гаррет В. Венс                                                       | 978-1953034984    | Спочатку опублікована в червні 2013 року під назвою «Птах другого шансу», але повністю переписана з великою кількістю нового матеріалу. |
| «Вершниця»                                                | Липень 2021     | Карен Бергстрал                                                      | 978-1956015003    | Ювілейне видання повного зібрання оповідань та публіцистичних статей покійного Берґштраля, опублікованих у «Віснику» (2003-2011). |
| «Квіти місіс Фленнері»                                    | Серпень 2021    | Бетанн Кім                                                           | 978-1956015089    | Короткий візит молодої студентки коледжу до батьківського дому в Ґрантвіллі, щоб випрати білизну, у 2000 році перетворюється на несподівану подорож до Німеччини XVII століття. |
| «Загрози безпеці»                                         | Листопад 2021   | Бйорн Гасселер                                                       | 978-1956015324    | Новий матеріал. Продовження «Місій безпеки». Перевидано у 2024 році видавництвом Baen Books. 978-1-62579-959-3 |
| «Різдво 1632 року»                                        | Грудень 2021    | За редакцією Волта Бойса, Джой Ворд та Бйорна Гасселера              | 978-1956015386    | Антологія з 21 різдвяного (і ханукального) оповідання у віршах 1632 року, написаних Еріком Флінтом та його численними співавторами.. |
| «Гурмани Ґрантвілля»                                      | Грудень 2021    | Бетанн Кім                                                           | 978-1956015409    | Що відбувається, коли рецепти та техніки приготування їжі з Америки ХХ століття змішуються з німецькими інгредієнтами та кулінарними традиціями XVII століття? Ґрантвілльська версія ф'южн-кухні, яка надихнула б Вольфганга Пака. |
| «Маршали»                                                 | Січень 2022     | Майк Вотсон                                                          | 978-1956015447    | Розширення і продовження шести історій, вперше опублікованих у 68-му випуску «Вісника», про початок роботи служби маршалів SoTF у місті Суль, яка обслуговує окружний суд, розташований у тому ж місті. Правоохоронці південного заходу США ХІХ століття розкривають злочини в Німеччині XVII століття. |
| «Несподівані торгові представники»                        | Лютий 2022      | Вірджинія ДеМарс                                                     | 978-1956015485    | Історія про двох не дуже успішних аферистів, які вирішили стати шпигунами. Або «Як досягти успіху в шпигунстві, навіть не намагаючись...» Перевидано у 2024 році видавництвом Baen Books. 978-1-62579-980-7 |
| «Я хочу бути твоїм героєм»                                | Березень 2022   | Керрін Оффорд                                                        | 978-1956015669    | Новелізація оповідань Оффорда про Джона Фелікса «Пусса» Треллі, які з'явилися в томах 34, 35, 39, 47, 49 і 80 «Вісника». |
| «Приватні справи Арчі Ґоттесфрейнда»                      | Липень 2022     | Девід Карріко                                                        | 979-8887450018    | Історія про колишнього напівшотландського-напівнімецького найманця, який став детективом. Перевидано у 2024 році видавництвом Baen Books. 978-1-964856-08-7 |

## Книги, опублікованіHuff & GoodlettчерезAmazon
| Назва                   | Дата публікації   | Автори/авторки           | ISBN           | Примітки                                                                   |
| ----------------------- | ----------------- | ------------------------ | -------------- | -------------------------------------------------------------------------- |
| «Клуб Діогена для царя» | Грудень 2023 року | Горг Гафф і Пола Ґудлетт | 979-8871505632 | Четверта книга із серії про Мирославу Голмс. Продовження «Місії для царя». |